# Cantharis figurata
Espèce
Cantharis figurata est une espèce d'insectes coléoptères de la famille des Cantharidae que l'on rencontre en Europe centrale et nordique, jusqu'à la Sibérie. Présent dans les îles Britanniques et en France.